# Asterophrys
Az Asterophrys a kétéltűek (Amphibia) osztályába, valamint a békák (Anura) rendjébe és a szűkszájúbéka-félék (Microhylidae) családjába tartozó nem.

## Rendszerezésük
A nemJohann Jakob von Tschudi svájci ornitológus írta le 1838-ban, az alábbi fajok tartoznak ide:
- Asterophrys eurydactyla (Zweifel, 1972)
- Asterophrys foja (Günther, Richards & Tjaturadi, 2016)
- Asterophrys leucopus Richards, Johnston & Burton, 1994
- Asterophrys marani (Günther, 2009)
- Asterophrys pullifer (Günther, 2006)
- Asterophrys slateri Loveridge, 1955
- Asterophrys turpicola (Schlegel, 1837)